# Черлтон, Эдуард, 5-й барон Черлтон
Эдуард Черлтон (англ. Edward Charleton; 1370 или приблизительно 1371 — 14 марта 1421) — английский аристократ, 5-й барон Черлтон с 1401 года, кавалер ордена Подвязки. Поддержал Генриха Болингброка в 1399 году, участвовал в борьбе с восстанием Оуайна Глиндура и с лоллардами. Не оставил сыновей, из-за чего титул барона Черлтон после его смерти уже не использовался.

## Биография
Эдуард Черлтон был младшим сыном 3-го барона Черлтона того же имени и Джоан Стаффорд. Он родился, по разным данным, в 1370 или приблизительно в 1371 году. После смерти отца в 1374 году 4-м бароном стал брат Эдуарда, ещё один Джон. Эдуард летом 1399 года женился на Алиеноре, вдове Роджера Мортимера, 4-го графа Марча, и дочери Томаса Холланда, 2-го графа Кента, и Элис Фицалан; благодаря этому он установил контроль над землями в Южном Уэльсе, которые были приданым Алиеноры. Спустя несколько недель после свадьбы в этом регионе появился поднявший мятеж против короля Ричарда II Генрих Болингброк, враг Холланда (к тому моменту уже покойного) и Мортимеров. Намерения Болингброка были враждебными, но Черлтон покорился ему без боя и смог занять видное место в окружении мятежника, ставшего новым королём под именем Генрих IV.
В 1401 году, после смерти бездетного брата, Эдуард стал 5-м бароном Черлтон и унаследовал обширные владения в Поуисе в Южном Уэльсе. К тому времени регион был охвачен восстанием, которое возглавлял Оуайн Глиндур. Из-за недостатка денег и людей Эдуард не смог обезопасить свои владения; принадлежавшие ему замки Уск и Корлеон в 1402 году были взяты повстанцами, но, по-видимому, годом позже были отбиты. Известно, что в 1403 году барон просил английский парламент усилить малочисленные гарнизоны ряда крепостей в регионе, а в 1404 году его положение оказалось настолько тяжёлым, что он получил разрешение заключить с Глиндуром частное перемирие. В ходе подавления восстания Черлтон добился от короля помилования для тех своих вассалов, которые примкнули к повстанцам, но потом сложили оружие (1409 год). Незадолго до этого барон стал кавалером ордена Подвязки.
В 1414 году во владениях сэра Эдуарда в Поуисе нашёл убежище Джон Олдкасл, лидер лоллардов, пытавшийся до этого поднять восстание в западных графствах Англии. Спустя несколько лет обещание награды и призывы епископов схватить этого человека, «врага религии и общества», заставили Черлтона начать поиски. В 1417 году слуги барона нашли Олдкасла на одной отдалённой ферме и арестовали его. Некоторое время пленника держали в замке Поуис, а потом увезли в Лондон, где он был казнён. Парламент объявил Черлтону за это особую благодарность.
5-й барон Черлтон умер 14 марта 1421 года.

## Семья
Алиенора Холланд родила Эдуарду Черлтону двух дочерей, Джоан (жену Джона Грея, графа Танкервиля) и Джойс, жену Джона Типтофта, 1-го барона Типтофта. При очередных родах в 1405 году она умерла. Эдуард женился во второй раз, на Элизабет Беркли, дочери сэра Джона Беркли и Элизабет Беттесхорн. Этот брак остался бездетным. Поскольку сыновей у Эдуарда не было, владения Черлтонов после его смерти были разделены между зятьями, а титул перешёл в состояние ожидания. Его вдова вышла замуж во второй раз — за Джона Саттона, 1-го барона Дадли.